# Buzérfélék
A buzérfélék (Rubiaceae) az APG III osztályozás alapján az eudicots csoportjának euasterid I elnevezésű kládjába tartozó tárnicsvirágúak (Gentiales) rend egyik családja.
A korábban önálló családba tartozó Dialypetalanthaceae, Henriqueziaceae, Naucleaceae és Theligonaceae az APG eredményei alapján a buzérfélék közé lett sorolva. A család jelenlegi leírása szerint mintegy 650 nemzetség és több mint 13 000 faj tartozik a buzérfélékhez (ezzel az egyik legnagyobb fajszámú zárvatermő család).
Fák, cserjék, liánok és lágyszárúak is tartoznak ide. A rend kladogramjáról elsőként leváló család főként a trópusokon élő képviselőit a rend többi családjától megkülönbözteti, hogy nincs még nekik belső (xilémen belüli) háncselemeik, magházuk pedig alsó állású. Leveleik átellenesek vagy örvösek. 4-5 forrt csészelevelük van, a 4-5 szirom csővé nőtt össze, a porzók száma is 5. A virágzat sokszor fejecskeszerű. Leggyakoribb a toktermés, de bogyó-, csonthéjas és kaszattermés is előfordul.
Legismertebb fás szárú képviselője az etióp eredetű arab kávé (Coffea arabica) és a dél-amerikai Cinchona officinalis, melynek kérgéből kinin vonható ki. Az 1500 fajt tartalmazó Psychotria alacsony, trópusi fái közül egyesek a génusz nevéhez híven pszichotróp anyagokat, pl. DMT-t (dimetil-triptamint) tartalmaznak. A lágy szárú nemzetségek közül több a mérsékelt égövön is előforduló faj, mint a galaj (Galium) – pl. tejoltó galaj – vagy a festő buzér (Rubia tinctorum).

## Alcsaládok
A nemzetségek nemzetségcsoportokba tartoznak, amik a következő három általánosan elfogadott alcsaládot alkotják:
| - buzérformák (Rubioideae) - Anthospermeae - Argostemmateae - Coussareeae - Craterispermeae - Danaideae - Gaertnereae - Lasiantheae - Morindeae - Ophiorrhizeae - Paederieae - Perameae - Psychotrieae - buzérrokonúak (Rubieae) - Sabiceeae - Schradereae - Spermacoceae - Theligoneae - Urophylleae - Virectarieae | - kínafaformák (Cinchonoideae) - Calycophylleae - Catesbaeeae - Chiococceae - kínafa-rokonúak (Cinchoneae) - Condamineeae - Coptosapelteae - Guettardeae - Hamelieae - Hillieae - Isertieae - Mussaendeae - Naucleeae - Rondeletieae - Simireae - Exostema csoport | - mügefűformák (Ixoroideae) - Alberteae - Coffeae - Cremasporeae - Gardenieae - Hippotideae - mügefű-rokonúak (Ixoreae) - Octotropideae - Pavetteae - Retiniphylleae - Sipaneeae - Vanguerieae |

Egyes leírások egy negyedik alcsaládot is említenek Antirheoideae néven. Más, rbcL-alapú vizsgálatok szerint a korábbi leírások szerint Antirheoideae-be sorolt nemzetségek a Cinchonoideae alcsaládba vannak beágyazva (Guettardeae nemzetségcsoport).

## Nemzetségek
Egy teljesebb listához lásd A Rubiaceae nemzetségeinek listája oldalt.

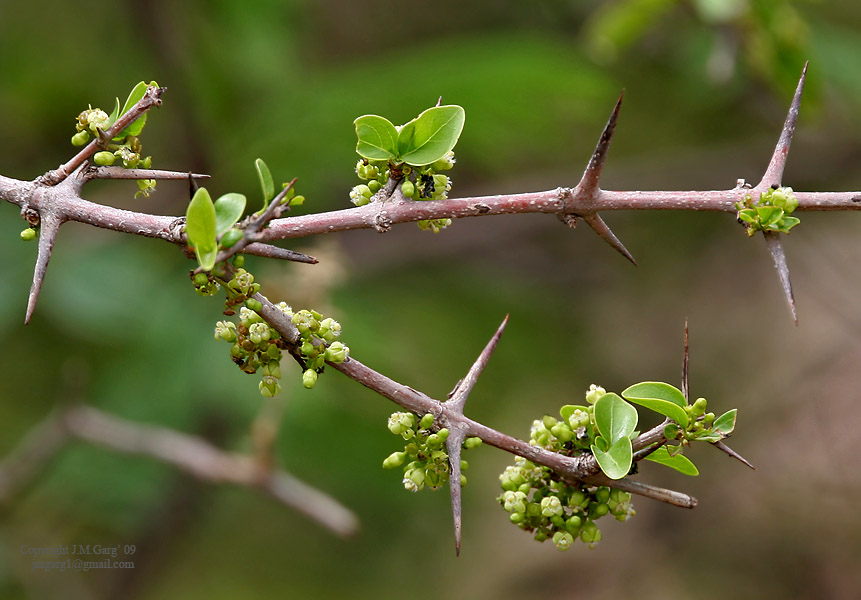
Canthium coromandelicum (India, Ándhra Prades, Rangareddy district, Keesara)

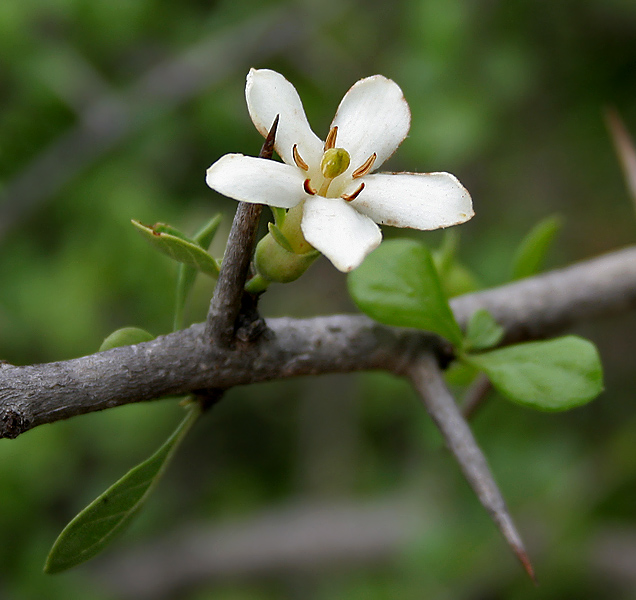
Catunaregam spinosa (India, Ándhra Prades, Rangareddy district, Keesara)

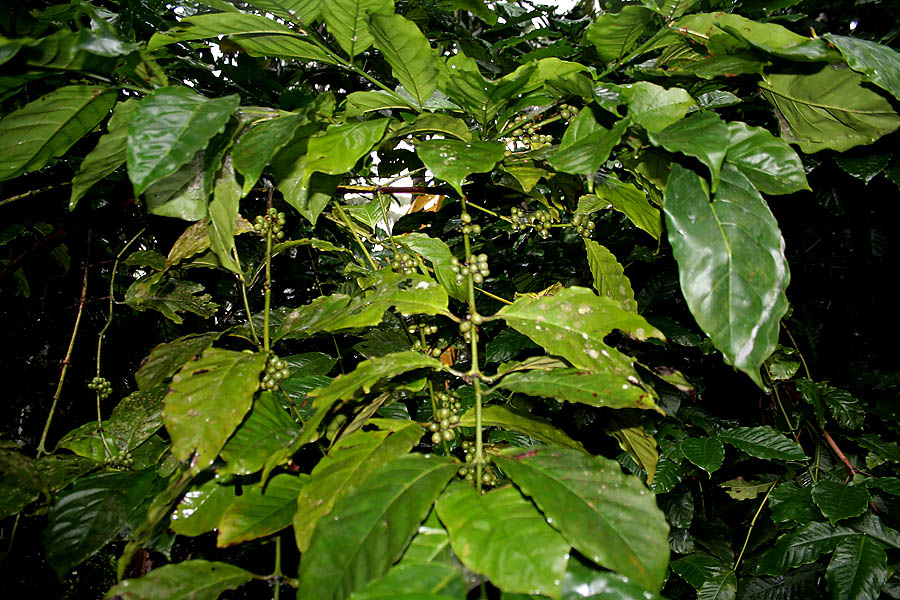
Coffea canephora zöld hüvelyes termései egy fán (India, Goa)

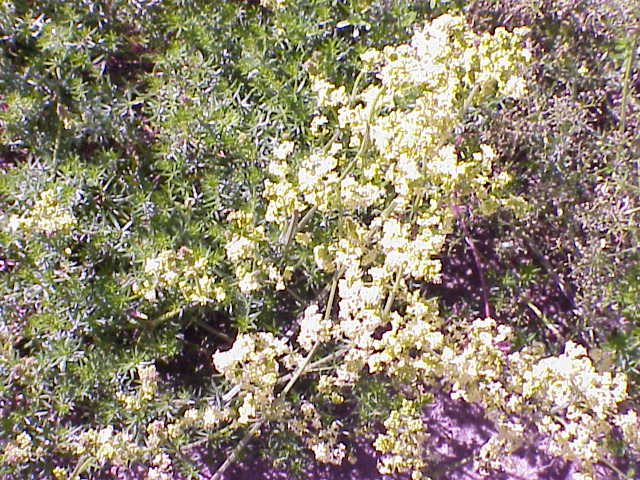
Tejoltó galaj (Galium verum)

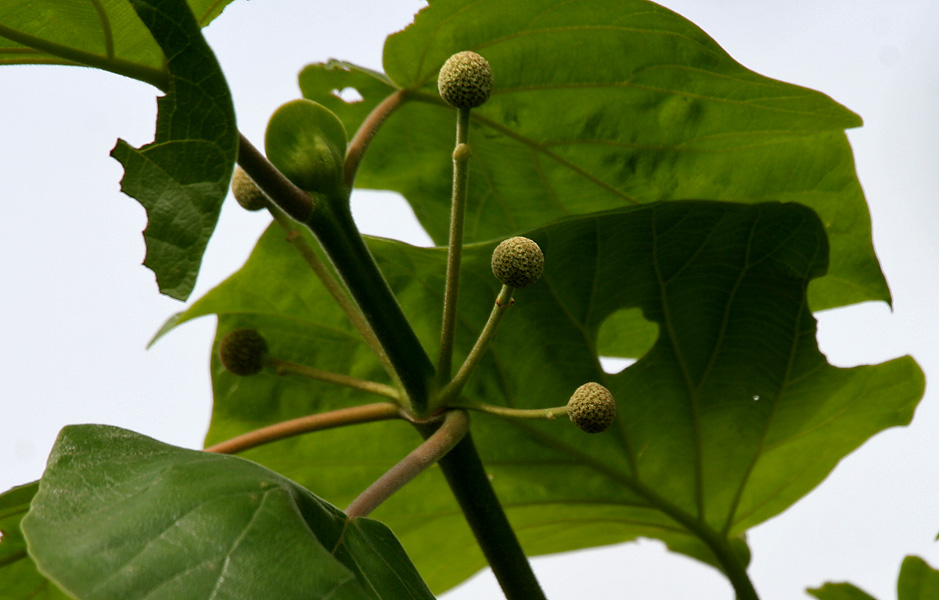
Haldina cordifolia virágai (India, Ándhra Prades)

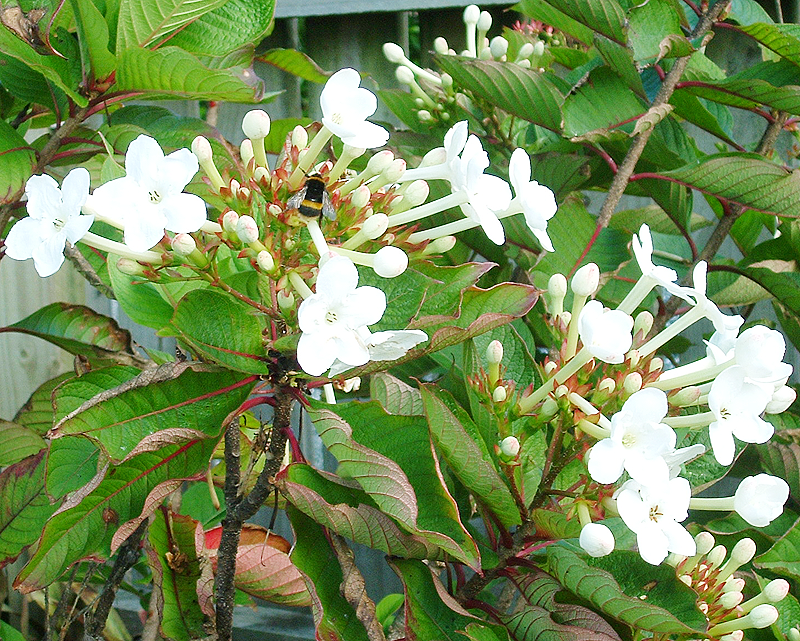
Fehér színű Luculia gratissima

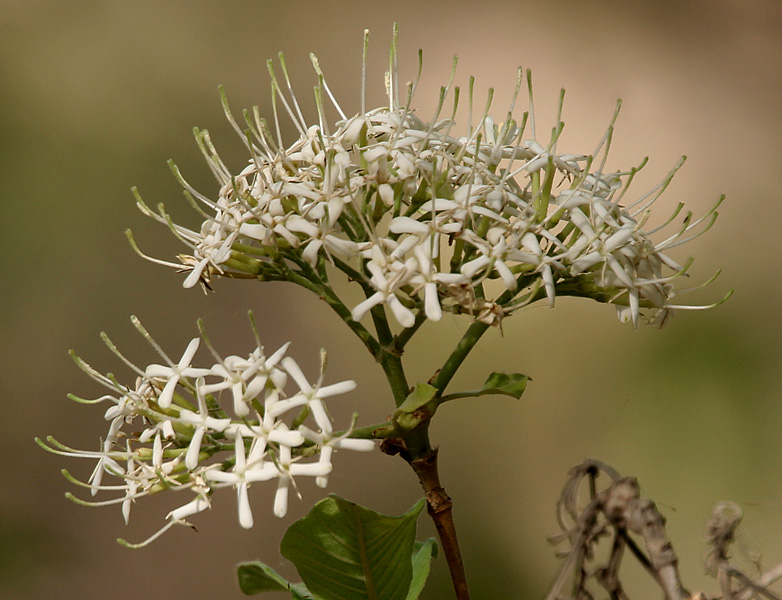
Pavetta crassicaulis virágai (India, Ándhra Prades, Hyderabad)

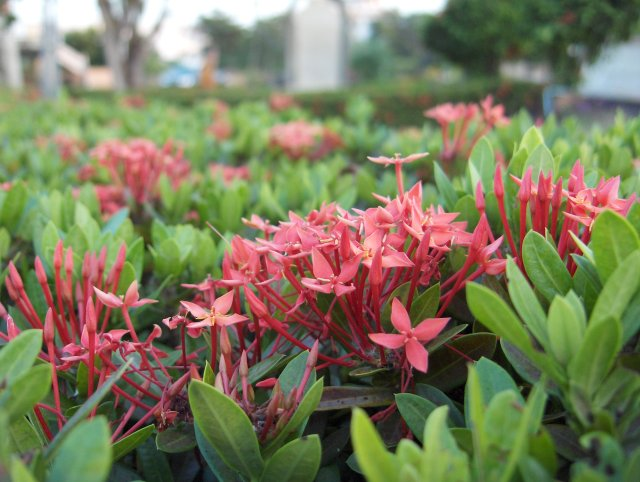
Lándzsás tenyérvirág (Pentas lanceolata)

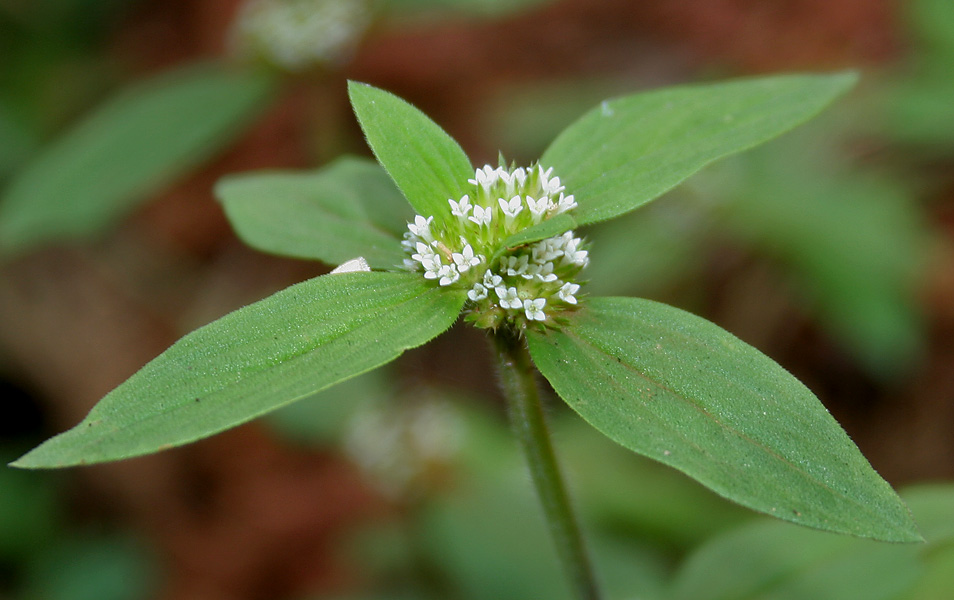
Spermacoce ocymoides (India, Ándhra Prades, Rangareddy district, Ananthagiri Hills)

A következő nemzetségeket említi Watson és Dallwitz (Delta):
| Rubiaceae sensu stricto: - Acranthera - Acrobotrys - Acunaeanthus - Adinauclea - Agathisanthemum - Aidia - Aidiopsis - Airosperma - Aitchisonia - Alberta - Aleisanthia - Alibertia - Allaeophania - Alleizettella - Allenanthus - Alseis - Amaiouma - Amaracarpus - Amphiasma - Amphidasya - Ancylanthos - Anomanthodia - Antherostele - Anthorrhiza - Anthospermum - Antirhea - Aoranthe - Aphaenandra - Aphanocarpus - Appunettia - Appunia - Arctophyllum - Argocoffeopsis - Argostemma - Asemnantha - Asperula - Astiella - Atractocarpus - Atractogyne - Augusta - Aulacocalyx - Badusa - Balmea - Bataprine - Bathysa - Batopedina - Belonophora - Benkara - Benzonia - Berghesia - Bertiera - Bikkia - Blandibractea - Blepharidium - Bobea - Boholia - Borojoa - Bothriospora - Botryarrhena - Bouvardia - Brachytome - Bradea - Brenania - Breonadia - Burchellia - Burttdavya - Byrsophyllum - Caelospermum - Calanda - Callipeltis - Calochone - Calycophyllum - Calycosia - Calycosiphonia - Canephora - Canthium - Capirona - Captaincookia - Carpacoce - Carphalea - Carterella - Casasia - Catesbaea - Catunaregam - Cephaelis - Cephalodendron = Remijia - Ceratopyxis - Ceriscoides - Ceuthocarpus - Chaetostachydium - Chalepophyllum - Chamaepentas - Chapelieria - Chassalia - Chazaliella - Chimarrhis - Chiococca - Chione - Chlorochorion - Chomelia - Choulettia - Chytropsia - Cigarilla - Cinchona - Cladoceras - Clarkella - Coccochondra - Coccocypselum - Coddia - Coelopyrena - Coffea - Coleactina - Colletoecima - Commitheca - Condaminea - Conostomium - Coprosma - Coptophyllum - Coptosapelta - Corynanthe - Coryphothamnus - Cosmibuena - Cosmocalyx - Coursiana - Coussarea - Coutaportla - Coutarea - Cowiea - Craterispermum - Cremaspora - Cremocarpon - Crobylanthe - Crocyllis - Crossopteryx - Crucianella - Cruciata - Cruckshanksia - Crusea - Cuatrecasasiodendron - Cubanola - Cuviera - Cyclophyllum - Damnacanthus - Danais - Deccania - Declieuxia - Dendrosipanea - Dentella - Deppea - Diacrodon - Dialypetalum - Dialypetalanthus - Dibrachyonostylus - Dichilanthe - Dictyandra - Didymaea | - Didymochlamys - Didymopogon - Didymosalpynx - Diodella - Diodia - Dioecrescis - Dioicodendron - Diplospora - Discospermum - Diyaminauclea - Dolichodelphys - Dolicholobium - Dolichometra - Dolicera - Duidania - Dunnia - Duperrea - Duroia - Durringtonia - Ecpoma - Eizia - Elaeagia - Eleutheranthus - Emmenopterys - Emmeorhiza - Eosanthe - Eriosemopsis - Erithalis - Ernodea - Etericius - Euclinia - Exallage - Exostema - Fadogia - Fadogiella - Fagerlindia - Faramea - Ferdinandusa - Feretia - Fergusonia - Fernelia - Flagenium - Flexanthera - Gaertnera - Gaillonia - Galiniera - Galium - Gallienia - Galopina - Gamotopea - Gardenia - Gardeniopsis - Genipa - Gentingia - Geophila - Gillespiea - Gleasonia - Glionnetia - Glossostipula - Gomphocalyx - Gonzalagunia - Gouldia - Greenea - Greeniopsis - Guettarda - Gynochtodes - Gyrostipula - Habroneuron - Haldina - Hallea - Hamelia - Hyataella - Hedstromia - Hedyotis - Hedythyrsus - Heinsenia - Heinsia - Hekistocarpa - Heterophyllaea - Hillia - Himalrandia - Hindsia - Hintonia - Hippotis - Hitoa - Hodgkinsonia - Hoffmannia - Holstianthus - Homollea - Homolliella - Houstonia - Hutchinsonia - Hydnophytum - Hydrophylax - Hymenocnemis - Hymenocoleus - Hymenodictyon - Hyperacanthus - Hypobathrum - Hyptianthera - Ibetralia - Indopolysolenia - Isertia - Isidorea - Ixora - Jackiopsis - Janotia - Jaubertia - Joosia - Jovetia - Kailarsenia - Kajewskiella - Keenania - Keetlia - Kelloggia - Kerianthera - Khasiaclunea - Klossia - Knoxia - Kochummenia - Kohautia - Kraussia - Kutchubaea - Ladenbergia - Lagynias - Lamprothamnus - Lasianthus - Lathraeocarpa - Lecananthus - Lecanosperma - Lecariocalyx - Lelya - Lemyrea - Lepidostoma - Leptactina - Leptodermis - Leptomischus - Leptoscela - Leptostigma - Lerchea - Leucocodon - Leucolophus - Limnosipanea - Lindenia - Litosanthes - Lucinaea - Luculia - Lucya - Ludekia - Macbrideina - Machaonia - Macrocnemum - Macrosphyra - Maguireocharis - Maguireothamnus - Malanea - Manettia - Manostachya | - Mantalania - Margaritopsis - Maschalocorymbus - Maschalodesme - Massularia - Mastixiodendron - Mazaea - Melanopsidium - Mericarpaea - Merumea - Metadina - Meyna - Micrasepalum - Microphysa - Mitchella - Mitracarpus - Mitrasacmopsis - Mitriostigma - Molopanthera - Monosalpinx - Montamans - Morelia - Morierina - Morinda - Morindopsis - Motleyia - Mouretia - Multidentia - Mussaenda - Mussaendopsis - Mycetia - Myonima - Myrmecodia - Mymeconauclea - Myrmephytum - Naletonia - Nargedia - Neanotis - Neblinathamnus - Nematostylis - Nenax - Neobertiera - Neoblakea - Neobreonia - Neofranciella - Neohymenopogon - Neolamarckia - Neolaugeria - Neopentanisia - Nernstia - Nertera - Nesohedyotis - Neurocalyx - Nichallea - Nodocarpaea - Nonatelia - Normandia - Nostolachma - Ochreinauclea - Octotropis - Oldenlandia - Oldenlandiopsis - Oligocodon - Omiltemia - Opercularia - Ophiorrhiza - Ophriococcus - Oregandra - Oreopolus - Osa - Otiophora - Otocalyx - Otomeria - Ottoschmidtia - Oxyanthus - Pachystigma - Pachystylus - Paederia - Pagamea - Pagameopsis - Palicourea - Pamplethantha - Paracephaelis - Parachimarrhis - Paracorynanthe - Paragenipa - Paraknoxia - Parapentas - Paratriaina - Pauridiantha - Pausinystalia - Pavetta - Payera - Pelagodendron - Pentagonia - Pentaloncha - Pentanisia - Pentanopsis - Pentas - Pentodon - Peponidium - Perakanthus - Perama - Peratanthe - Peripeplus - Pertusadina - Petagomoa - Petitiocodon - Phellocalyx - Phialanthus - Phitopis - Phuopsis - Phyllacanthus - Phyllis - Phyllocrater - Phyllomelia - Phyllohydrax - Picardaea - Pimentelia - Pinariphyllon - Pinckneya - Pittoniotis - Placocarpa - Placopoda - Plectronia - Plectoniella - Pleiocarpidia - Pleiocoryne - Pleiocraterium - Plocama - Poecilocalyx - Pogonolobus - Pogonopus - Polysphaeria - Polyura - Pomax - Porterandia - Portlandia - Posoqueria - Pouchetia - Praravinia - Pravinaria - Preussiodora - Prismatomeris - Proscephaleium - Psathura - Pseudaidia - Pseudogaillonia - Pseudogardenia - Pseudohamelia - Pseudomantalania - Pseudomussaenda - Pseudonesohedyotis - Pseudopyxis - Pseudosabicea - Psilanthus - Psychotria - Psydrax | - Psyllocarpus - Pteridocalyx - Pterogaillonia - Pubistylus - Putoria - Pygmaeothamnus - Pyragra - Pyrostria - Rachicallis - Ramosmania - Randia - Raritebe - Readea - Rennellia - Retiniphyllum - Rhadinopus - Raphidura - Rhipidantha - Rhopalobrachium - Rhyssocarpus - Richardia - Riqueuria - Robynsia - Roigella - Ronabea - Rondeletia - Rothmannia - Rubia - Rudgea - Rustia - Rutidea - Rytigynia - Sabicea - Sacosperma - Saldinia - Salzmannia - Saprosma - Sarcopygme - Schachtia - Schismatoclada - Schizenterospermum - Schizocalyx - Schizocolea - Schizomussaenda - Schizostigma - Schmidtottia - Schradera - Schumanniophyton - Schwendenera - Scolosanthus - Scyphiphora - Scyphochlamys - Scyphostachys - Sericanthe - Serissa - Shaferocharis - Sherardia - Sherbournia - Siderobombyx - Siemensia - Simira - Sinoadina - Sipanea - Sipaneopsis - Siphonandrium - Sommera - Spathichlamys - Spermacoce - Spermadictyon - Sphinctanthus - Spiradiclis - Squamellaria - Stachyarrhena - Stachyococcus - Staelia - Standleya - Steenisia - Stelechantha - Stephanococcus - Stevensia - Steyermarkia - Stichianthus - Stilpnophyllum - Stipularia - Stomandra - Streblosa - Streblosiopsis - Strempelia - Striolaria - Strumpfia - Stylosiphonia - Suberanthus - Sukunia - Sulitia - Synaptantha - Syringantha - Tamilnadia - Tammsia - Tapiphyllum - Terenna - Tarennoidea - Temnocalyx - Temnopteryx - Tennantia - Thecorchus - Theligonum - Thogsennia - Thyridocalyx - Timonius - Tobagoa - Tocoyena - Tortuella - Trailliaedoxa - Tresanthera - Triainolepis - Tricalysia - Trichostachys - Trigonopyren - Trukia - Tsiangia - Uragoga - Urophyllum - Valantia - Vangueria - Vangueriella - Vangueriopsis - Versteegia - Villaria - Virectaria - Warburgina - Warszewiczia - Wendlandia - Wernhamia - Wiasemskya - Wittmackanthus - Xanthophytum - Xantonnea - Xerococcus - Yutajea - Zuccarinia Watson és Dallwitz szerinti Henriqueziaceae Archiválva 2007. november 30-i dátummal a Wayback Machine-ben: - Henriquezia - Platycarpum Watson és Dallwitz szerinti Naucleaceae Archiválva 2007. november 30-i dátummal a Wayback Machine-ben: - Adina - Breonia - Cephalanthus - Mitragyna - Nauclea - Neonauclea - Sarcocephalus - Uncaria |

## Fordítás
- Ez a szócikk részben vagy egészben a Rubiaceae című angol Wikipédia-szócikk ezen változatának fordításán alapul.  Az eredeti cikk szerkesztőit annak laptörténete sorolja fel. Ez a jelzés csupán a megfogalmazás eredetét és a szerzői jogokat jelzi, nem szolgál a cikkben szereplő információk forrásmegjelöléseként.